# Tauscheria
Tauscheria là chi thực vật có hoa trong họ Cải.